# The New Christy Minstrels
I The New Christy Minstrels sono un gruppo musicale folk statunitense formatosi nel 1961 ed al 2025 ancora attivo.

## Storia del gruppo
Il gruppo è stato fondato da Randy Sparks nel 1962. Negli Stati Uniti ha collezionato una serie di hit tra cui Green, Green, Today, Ramblin e This Land Is Your Land.
Tra i membri più celebri del gruppo si ricordano Barry McGuire, Kenny Rogers, Gene Clark e Kim Carnes.
Hanno partecipato al Festival di Sanremo 1965 con i brani Se piangi, se ridi, presentato con Bobby Solo e vincitore della manifestazione, e Le colline sono in fiore, in coppia con Wilma Goich. La loro versione di quest'ultima canzone arrivò in vetta alle classifiche dei singoli più venduti in Italia per tre settimane.
L'anno dopo parteciparono ancora con due brani: A la buena de Dios, in coppia con i Ribelli, e Una rosa da Vienna, in coppia con Anna Identici.
Nel 1970 tornarono a Sanremo come ospiti, presentando i ritornelli delle canzoni in gara.
In molti 45 giri italiani il nome in copertina è abbreviato in The Minstrels.

## Discografia

### Album in studio
- 1962 – Presenting The New Christy Minstrels (Columbia Records)
- 1964 – Ramblin' (Columbia Records, CL 2055)
- 1965 – Chim Chim Cher-ee (Columbia Records, CS 9169)
- 1966 – In Italy...In Italian (Columbia Records)
- 1969 – Folk '69 (Roman Record Company, 24520)
- 1970 – The New Christy Minstrels a Sanremo (Miura, spe lp 120001)

### EP
- 1965 – Se piangi, se ridi/Le colline sono in fiore/Green, Green/Miss Katy Cruel (CBS, EP 6030; pubblicato con la denominazione The Minstrels)

### Singoli
- 1965 – Le colline sono in fiore/Miss Katy Cruel (CBS, 1346; pubblicato con la denominazione The Minstrels)
- 1965 – Se piangi, se ridi/Green, Green (CBS, 1347; pubblicato con la denominazione The Minstrels)
- 1965 – Stasera gli angeli non volano/Silly Ol' Summertime (CBS, 1348; pubblicato con la denominazione The Minstrels)
- 1965 – Bella ciao/The Drinkin Gourd (CBS, 1349; pubblicato con la denominazione The Minstrels)
- 1965 – Susianna/Californio (CBS, 1859; pubblicato con la denominazione The Minstrels)
- 1965 – Cam-Caminì/ Belfagor Stomp (CBS, 1890; pubblicato con la denominazione The Minstrels),
- 1966 – Una rosa da Vienna/A la buena de Dios (CBS, 2162; pubblicato con la denominazione The Minstrels)
- 1970 – A Thousand Diamonds on the Sea/My Dear Mary Anne (Miura, PON NP 40104)